# Karl Imhoff
Karl Imhoff (Mannheim, 7 de abril de 1876 – Essen, 28 de setembro de 1965) foi um engenheiro civil alemão, pioneiro das estações de tratamento de águas residuais usadas em todo o planeta.

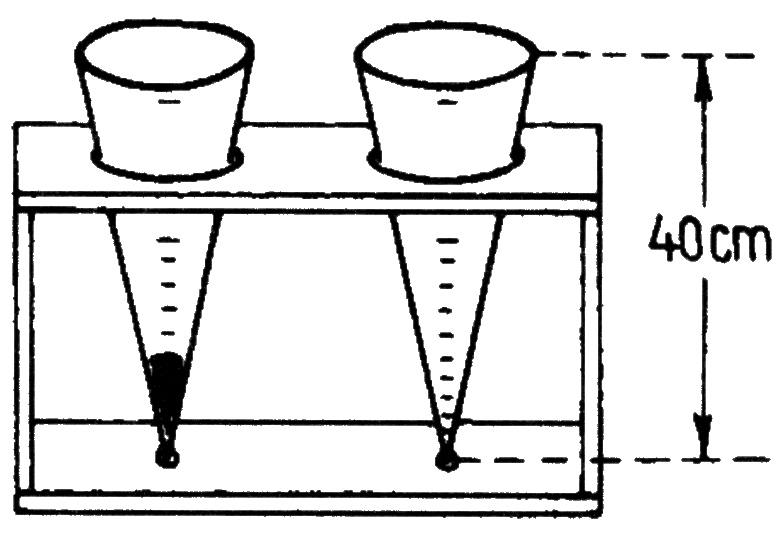
Cone de Imhoff para determinar a quantidade de sólidos sedimentáveis nas águas residuais

## Publicações selecionadas
- Handbook of Urban Drainage. R. Oldenbourg Verlag, Munique 1906
  - 30 Edition (the 100th anniversary of the first edition), Oldenbourg industry Verlag, Munich 2006, ISBN 3-8356-3094-6.
  - English edition: Karl Imhoff's Handbook of Urban Drainage and Wastewater Disposal. Wiley, New York 1989, ISBN 0-471-81037-1..
- (com G. M. Fair): Sewage treatment. John Wiley & Sons, New York, 1949.
- (com W. J. Müller, D. K. B. Thistlethwayte): Disposal of Sewage and other Water-borne Wastes. 2nd Edn., Butterworths, London, 1971.